# Puente Hawthorne
El Puente Hawthorne es un puente de armadura de elevación vertical que atraviesa el río Willamette en Portland, Oregón, y une el bulevar Hawthorne y la calle Madison de esa ciudad. Es el puente más antiguo de elevación vertical en funcionamiento en los Estados Unidos y el puente de autopista más antiguo en Portland. También es el que transporta más bicicletas y autobuses en Oregón, con más de 8 000 ciclistas  y 800 autobuses por día; estos últimos transportan diariamente unos 17 400 pasajeros. Fue añadido al Registro Nacional de Lugares Históricos en noviembre de 2012.

## Estadísticas
El puente consta de cinco tramos fijos y un tramo de elevación vertical de 74 m de longitud; en total mide 421 m de largo. Los contrapesos, que pesan 400 000 kg, están suspendidos de dos torres de 50 m de alto. El puente está a solo 15 m por encima del agua aun cuando el nivel del río está bajo, por lo que debe levantárselo en promedio 200 veces al mes. En 2001, el tráfico diario promedio fue de 30 500 vehículos. El puente fue diseñado por la firma Waddell & Harrington, que también diseñó otros dos puentes en Portland: un puente de acero (“Steel Bridge”) y el puente interestatal (“Interstate Bridge”), que une los estados de Oregón y Washington. John Alexander Low Waddell inventó el puente de elevación vertical moderno.

## Historia

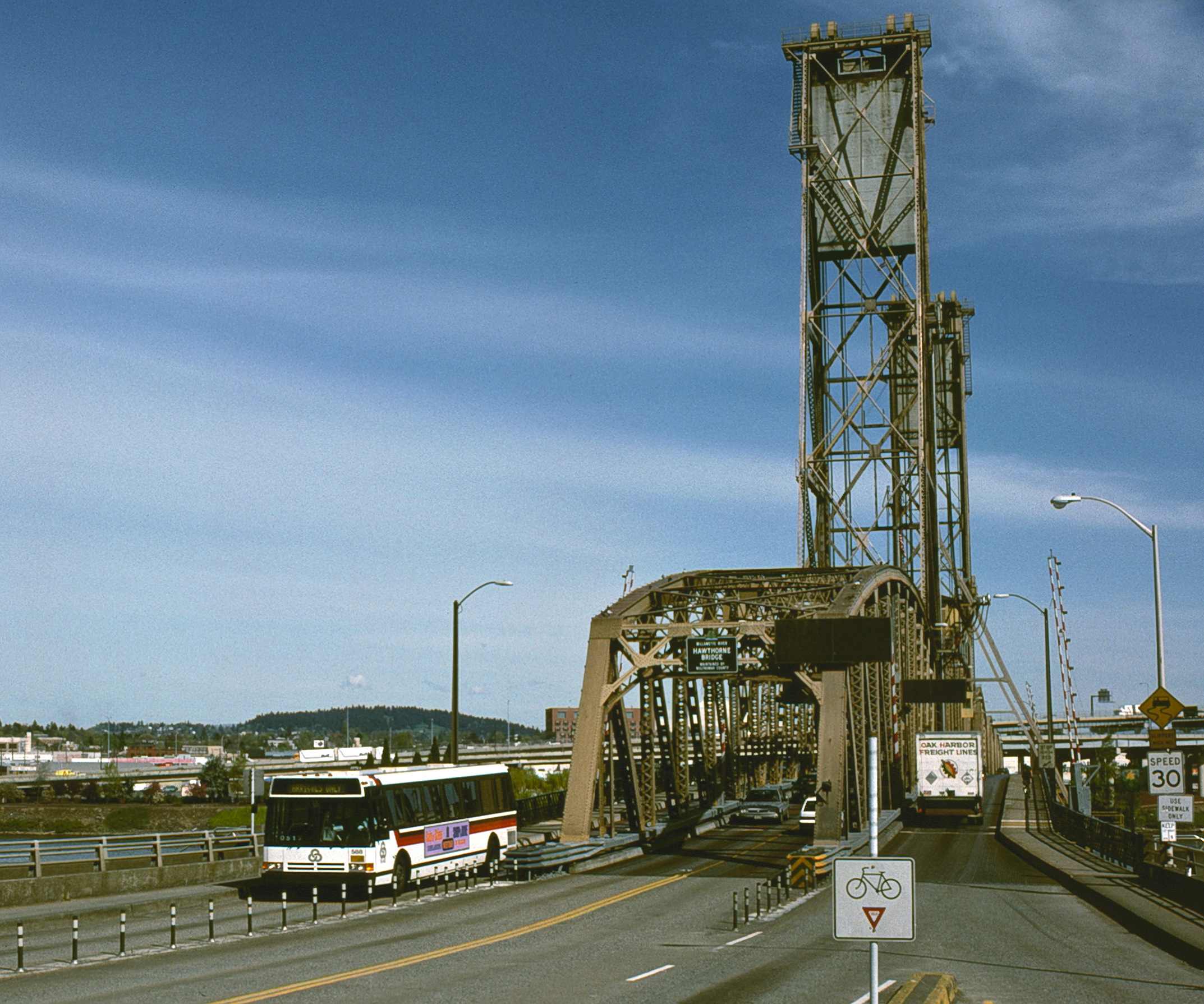
El puente fue de color amarillo ocre entre 1964 y 1998.

El puente actual fue construido para reemplazar el Puente Madison N.º 1 (1891) y el Puente Madison N.º 2 (1900), que fue destruido por un incendio en 1902. Construido a un costo de $511 000, fue inaugurado el 19 de diciembre de 1910. Tanto Hawthorne Boulevard como el puente llevan el nombre del doctor J. C. Hawthorne, cofundador del primer hospital psiquiátrico de Oregón y proponente temprano del primer Puente Morrison.
El material de la cubierta se cambió de madera a rejilla de acero en 1945. En 1985 las poleas del tramo de elevación vertical, las ruedas acanaladas que guían los cables de los contrapesos, fueron reemplazadas. El puente fue restaurado a un costo de $22 millones entre 1998 y 1999, y la restauración incluyó el repintado y el reemplazo de la cubierta hecha de rejilla de acero. La pintura original, a base de plomo, fue completamente removida y sustituida con tres capas de pintura nueva que se estima durará 30 años. Durante la renovación la anchura de las aceras se amplió a 3 m, así convirtiéndoselas en vías para ciclistas. Debido a la sustitución de la cubierta de acero durante este proyecto, también se eliminaron los canales donde antes estaban las vías de tranvías y trenes interurbanos. En 2001 las aceras fueron conectadas al paseo junto a la orilla este del río (“Eastbank Esplanade”). Se estima que el costo de reemplazar el puente es de más de 189 millones de dólares.
El color original del puente era negro y duró hasta 1964, cuando fue pintado de color amarillo ocre. Durante la renovación de 1998-1999, el color se cambió a verde con borde rojo.
La película The Hunted (2003), incluyó una escena que toma lugar en el MAX (el tren urbano ligero local) en el Puente Hawthorne. Dado que el MAX no cruza el puente, la compañía de la película conectó dos autobuses articulados remodelados para aparentar ser un tren del MAX, completo con falsas líneas aéreas y un sistema de rociadores para simular lluvia. (Trenes urbanos ligeros sí cruzaron el Puente Hawthorne hasta 1956.) 
La nueva cubierta que se colocó en los carriles externos durante la renovación de 1998-1999 fue diseñada lo bastante fuerte como para que en el futuro los tranvías modernos, más pesados, o los trenes urbanos ligeros pudieran utilizarla en el futuro; dicho uso se propuso en esa época, y en 2002 TriMet (la agencia responsable por el transporte público en el área metropolitana de Portland) todavía estaba considerando una ruta a través del Puente Hawthorne para la futura línea del MAX, la línea Naranja a Milwaukie. Sin embargo, tras la posterior decisión de la agencia de construir el Puente Tilikum (“Tilikum Crossing”) para la línea del MAX a Milwaukie, puente que el tranvía de Portland también puede utilizar, se hizo evidente que los vagones probablemente nunca más cruzarán el Puente Hawthorne.
En agosto de 2012 se instaló un contador automatizado de bicicletas en el puente, el primero instalado en una ciudad de EE. UU. Fue comprado por la organización sin fines de lucro Cycle Oregon y donado a la ciudad. El puente fue añadido al Registro Nacional de Lugares Históricos en noviembre de 2012.

## Galería de imágenes

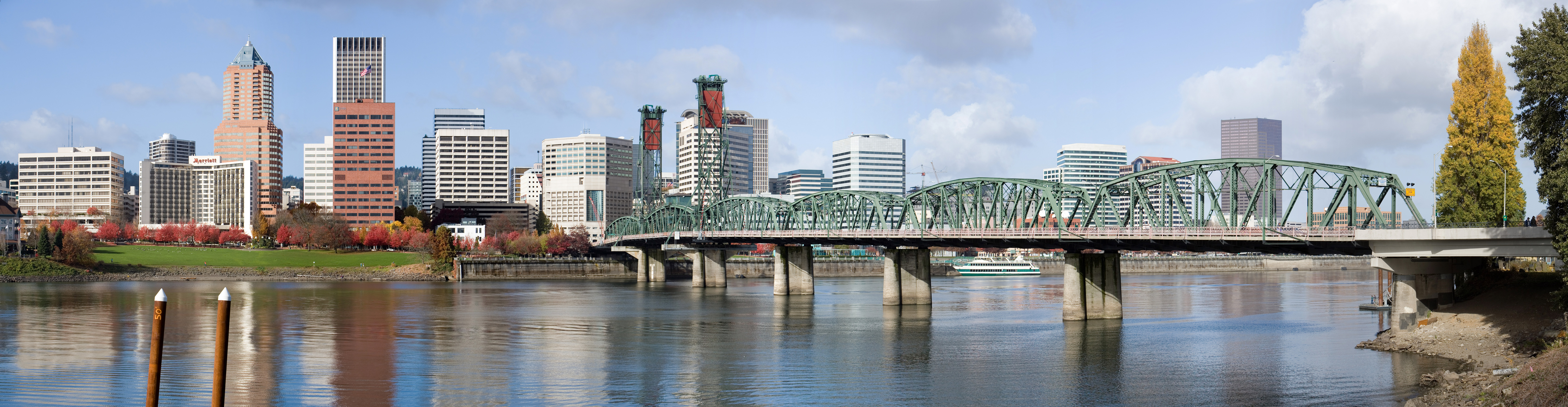
Vista panorámica desde el sudeste
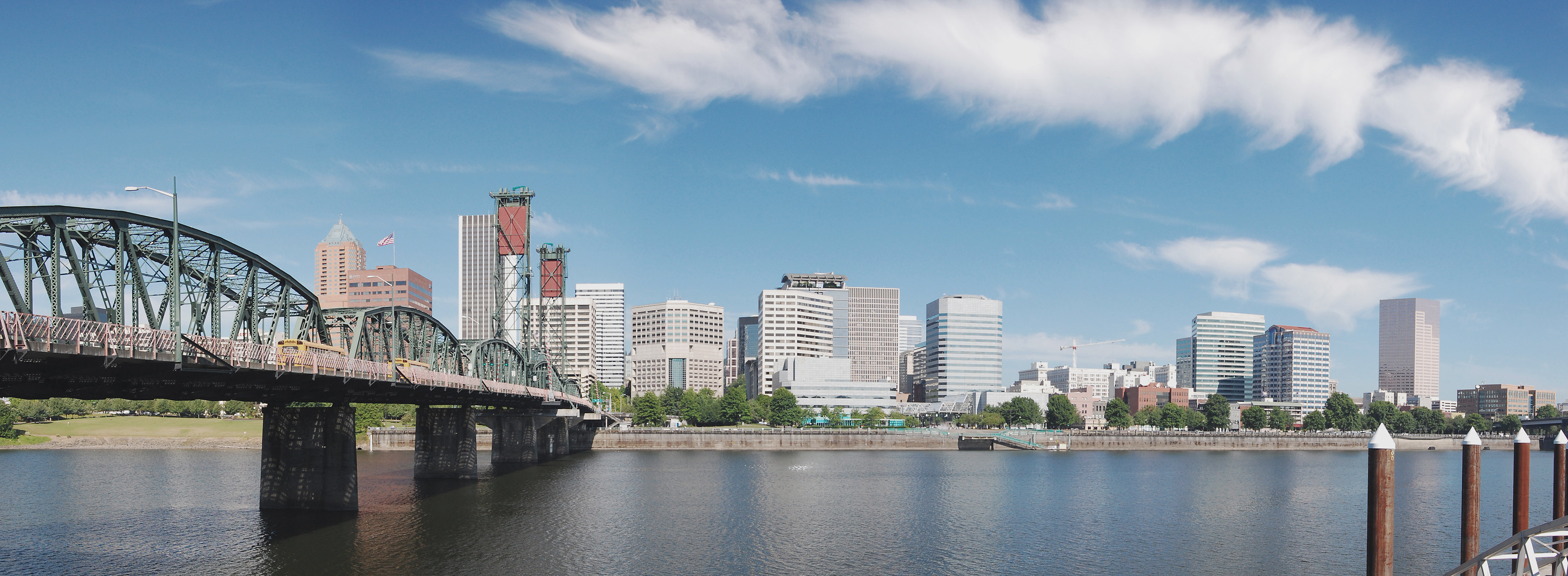
Vista desde el paseo junto a la orilla este del río (Eastbank Esplanade)
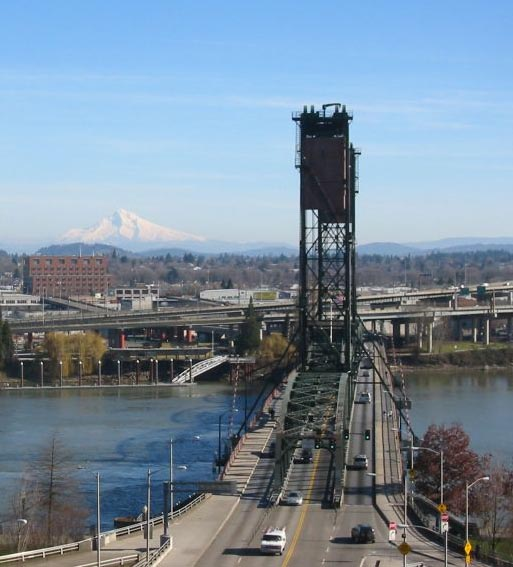
Vista desde el oeste
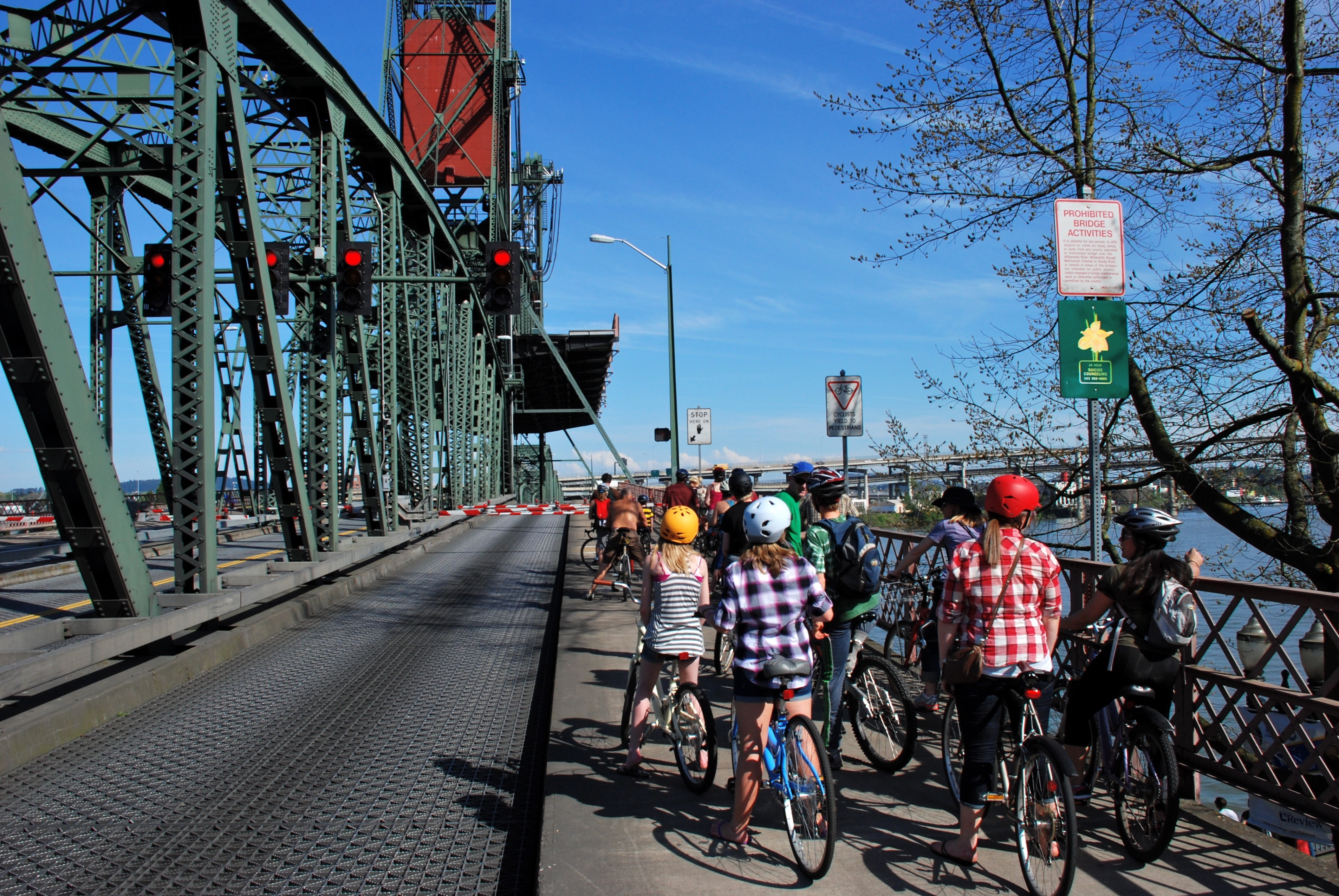
Ciclistas a la espera mientras se eleva un tramo del puente
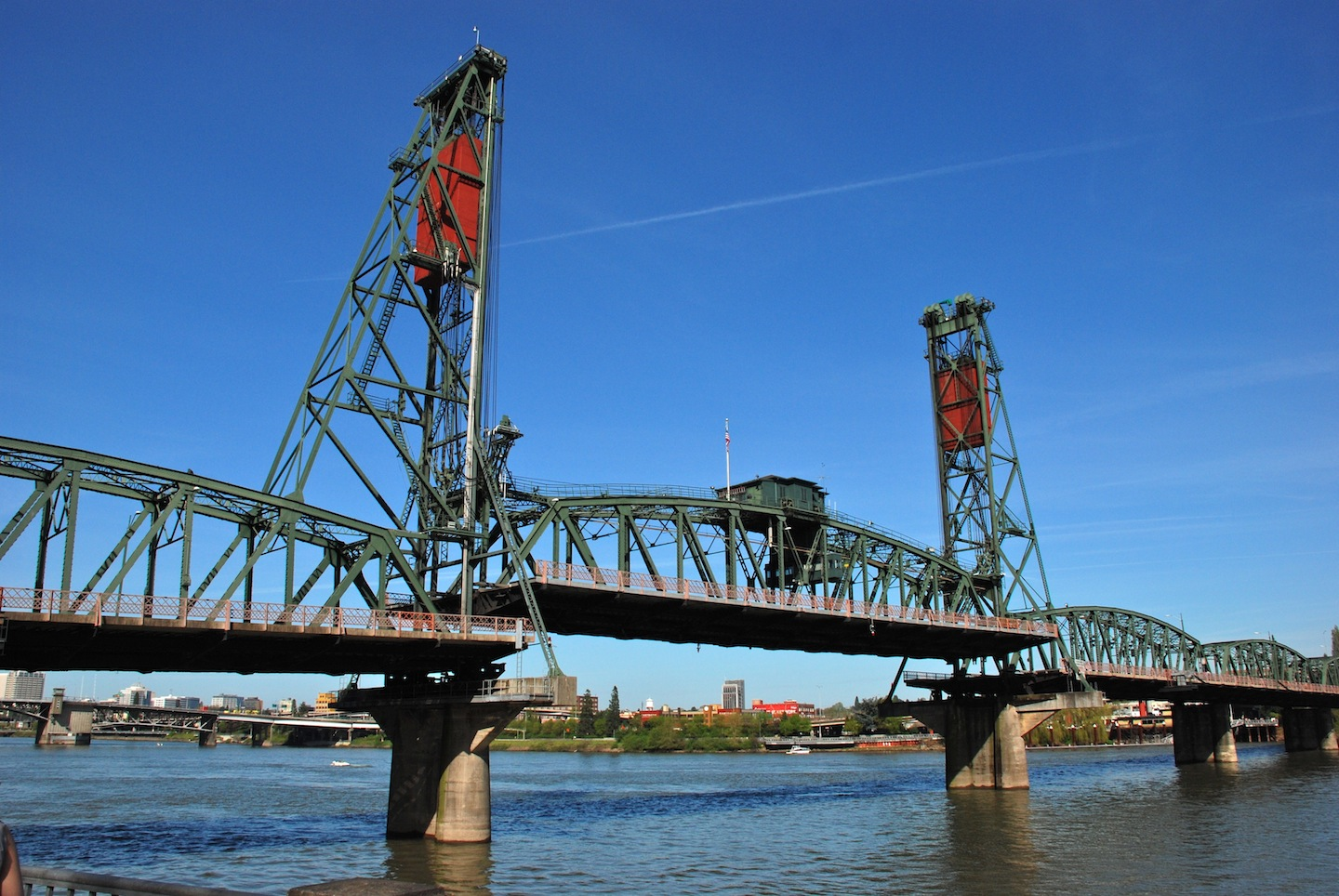
Tramo de elevación vertical al ser izado
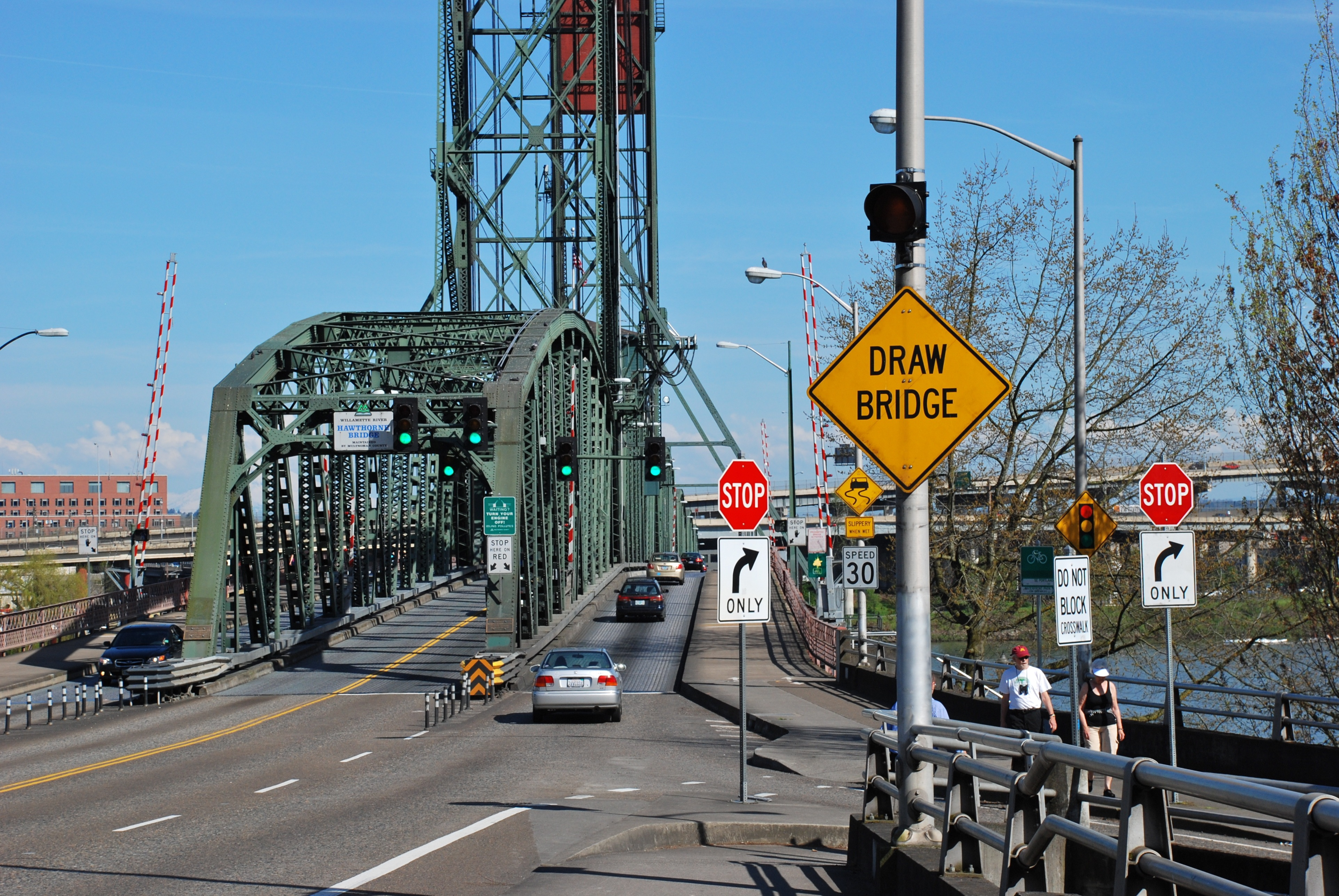
Vista desde la acera, al oeste del puente
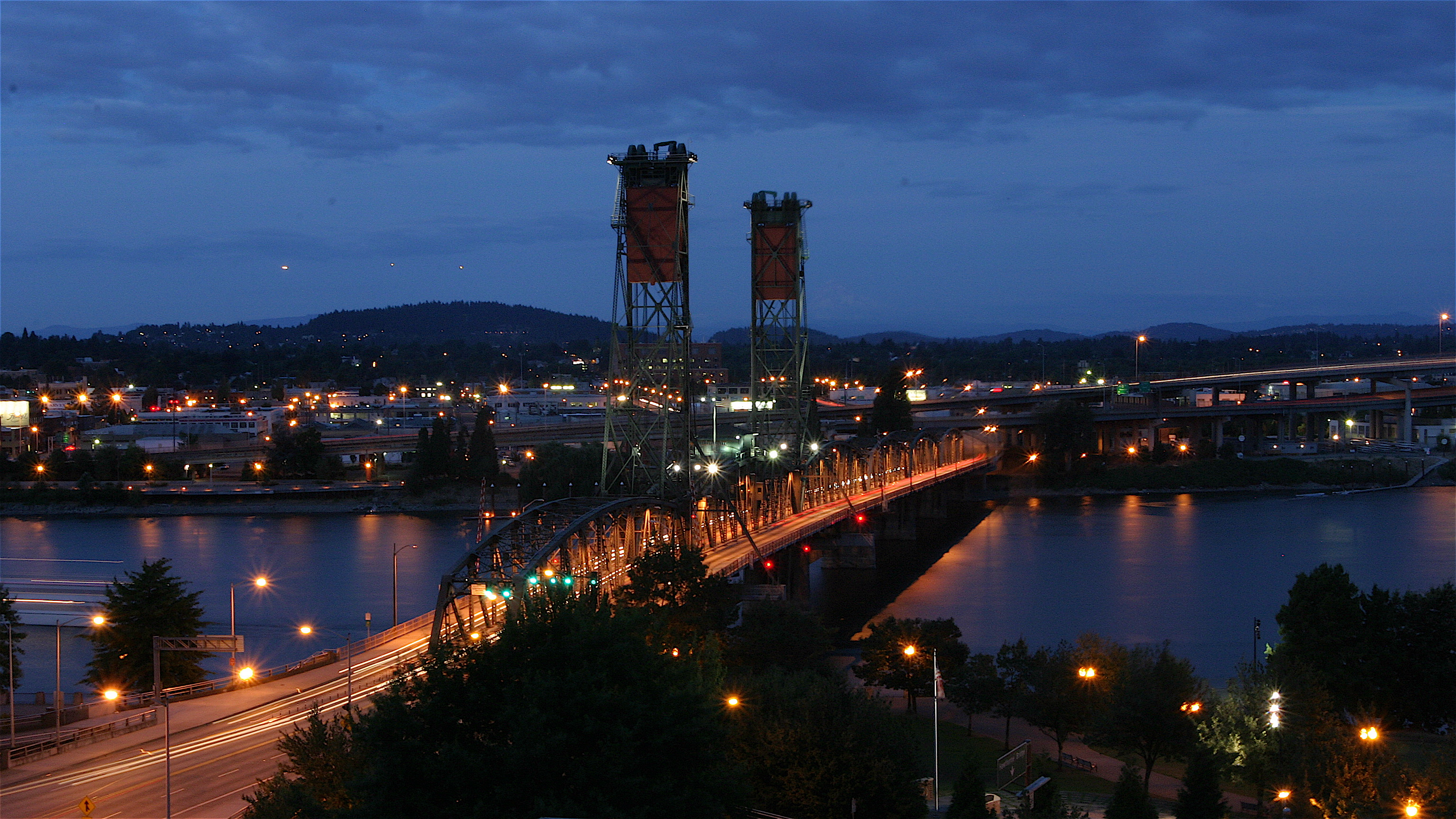
El puente de noche
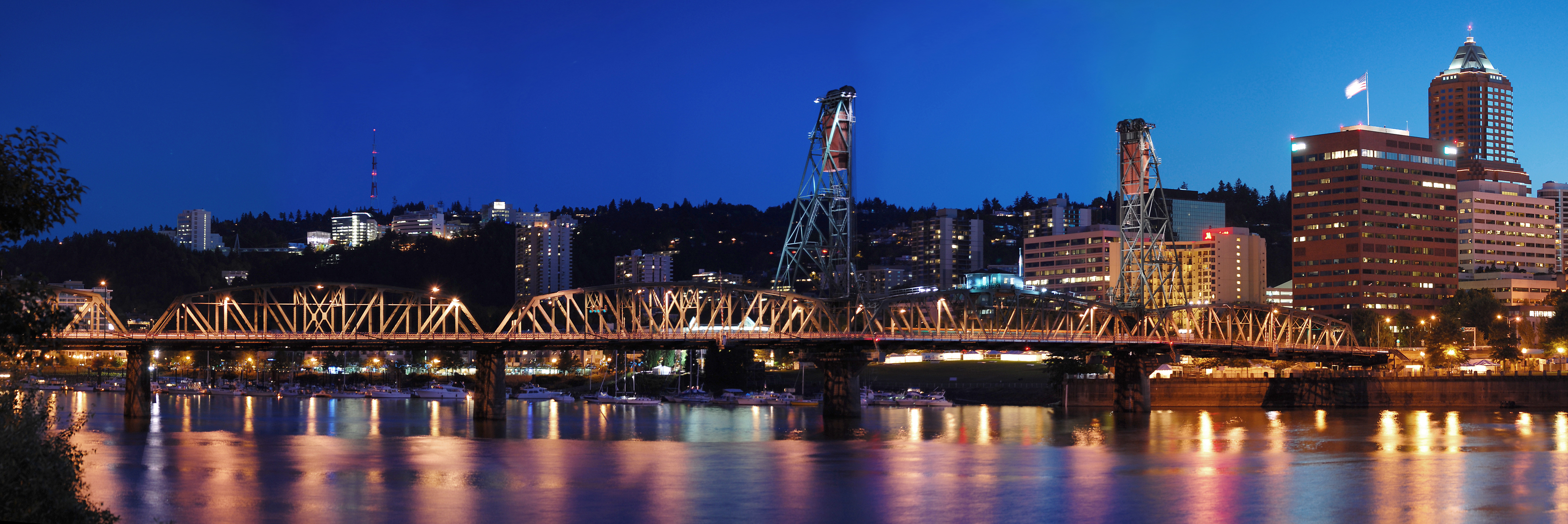
Vista panorámica nocturna